# Shiny Toy Guns
Gli Shiny Toy Guns sono un gruppo rock statunitense, fondato nel 2002 a Los Angeles (California).

## Storia
La band è stata fondata dal bassista e tastierista Jeremy Dawson e dal cantante e chitarrista Gregori Chad Petree ai quali dal 2004 si sono aggiunti la cantante anglo-americana Carah Faye Charnow e il batterista Mikey Martin.
La band ha guadagnato rapidamente la popolarità in California così come il loro sito di MySpace. Il loro primo album nel gennaio 2005 We Are Pilots (V1) con etichetta indipendente Stormwest International che li ha seguiti durante il tour estivo in America. Nello stesso periodo esce We Are Pilots (V2) pubblicato dalla Side Cho, album in cui vengono cambiati alcuni brani. Nel 2006, durante il tour, la band firma con l'Universal Records pubblicando la versione finale di We Are Pilots.
Nel 2007 il brano Le Disko è stato utilizzato per lo spot del cellulare Motorola RAZR.
Nel 2007 l'album We Are Pilots(v3) ha ricevuto la nomination al premio Grammy nella categoria "Best Electronic/Dance album", ma il premio è andato ai The Chemical Brothers..
Nel secondo album Season of Poison, edito nel 2008, il gruppo sostituisce, per ragioni non ancora chiarite, la voce solista femminile: a Carah Faye Charnow subentra Sisely Treasure.
Nonostante la buona accoglienza, il disco non replica il successo del primo, forse proprio in ragione dell'assenza della cantante anglo-americana, diventata vera frontman del gruppo.
Nella nuova formazione la band produce, nel marzo 2009, una versione attualizzata della celebre hit anni ottanta Major Tom (Coming Home) del cantante tedesco Peter Schilling: inizialmente usata come base musicale per la commercializzazione di un nuovo modello di automobile della Ford è proposta, riscuotendo un grande successo, come singolo il mese successivo.
La collaborazione del gruppo con la casa automobilistica nordamericana si completa con la reinterpretazione della canzone Burnin' for You della band Blue Öyster Cult.
All'inizio del febbraio 2011 la band comunica che la cantante Sisely Treasure non è più una componente del gruppo; a metà dello stesso mese è annunciata l'uscita, inizialmente prevista per l'Estate di quell'anno, del terzo album III: a questo nuovo lavoro prenderanno parte la rientrante Carah Faye Charnow assieme al marito Daniel Johansson, entrambi membri del gruppo musicale svedese theVersant.
Il 10 maggio 2012 la band annuncia, attraverso la propria pagina Facebook, l'addio di Daniel Johansson come conseguenza della fine del matrimonio tra il musicista svedese e la cantante Carah Faye Charnow.
Anticipato dai singoli Waiting Alone e Fading Listening, usciti tra giugno e agosto, il 22 ottobre 2012 è pubblicato presso l'etichetta Five Seven Music III,  terzo album studio del complesso californiano, si compone di 11 tracce per una durata complessiva di 43 minuti e 55 secondi.

## Formazione

### Formazione attuale
- Gregori Chad Petree – chitarra, voce (2002-presente)
- Jeremy Dawson – sintetizzatore, basso (2002-presente)
- Carah Faye Charnow – voce (2004-2008, 2011-presente)
- Mikey Martin – batteria (2004-presente)

### Ex componenti
- Sisely Treasure – voce (2008-2010)
- Daniel Johansson – chitarra, sintetizzatore, basso (2011-2012)

## Discografia
- 2005 - We Are Pilots (v1) (indipendente)
- 2005 - We Are Pilots (v2) (SideCho Records)
- 2006 - We Are Pilots (v3) (Universal Records)
- 2008 - Season of Poison (Universal Records)
- 2012 - III (Five Seven Music)